# Megalodicopia hians
Megalodicopia hians Oka, 1918 è una ascidia della famiglia Octacnemidae che vive ancorata lungo le pareti e sul fondale dei canyon marini dell'oceano Pacifico.

## Descrizione
È un organismo sessile, con un corpo grossolanamente sferico, da cui protrude un lungo peduncolo con una grande apertura orale dotata di piccoli tentacoli lunghi circa 1 mm.

## Biologia
È un organismo filtratore che si nutre di piccoli crostacei, diatomee e materiale organico in sospensione.

## Distribuzione e habitat
Questa specie è diffusa nell'oceano Pacifico e nei mari dell'Antartide.
Vive nel piano batiale e in quello abissale, a una profondità compresa tra i 250 - 5.500 metri.